# 法國水師兵營舊址
法國水師兵營舊址位於重慶市南岸區彈子石千泰巷142號。

## 历史

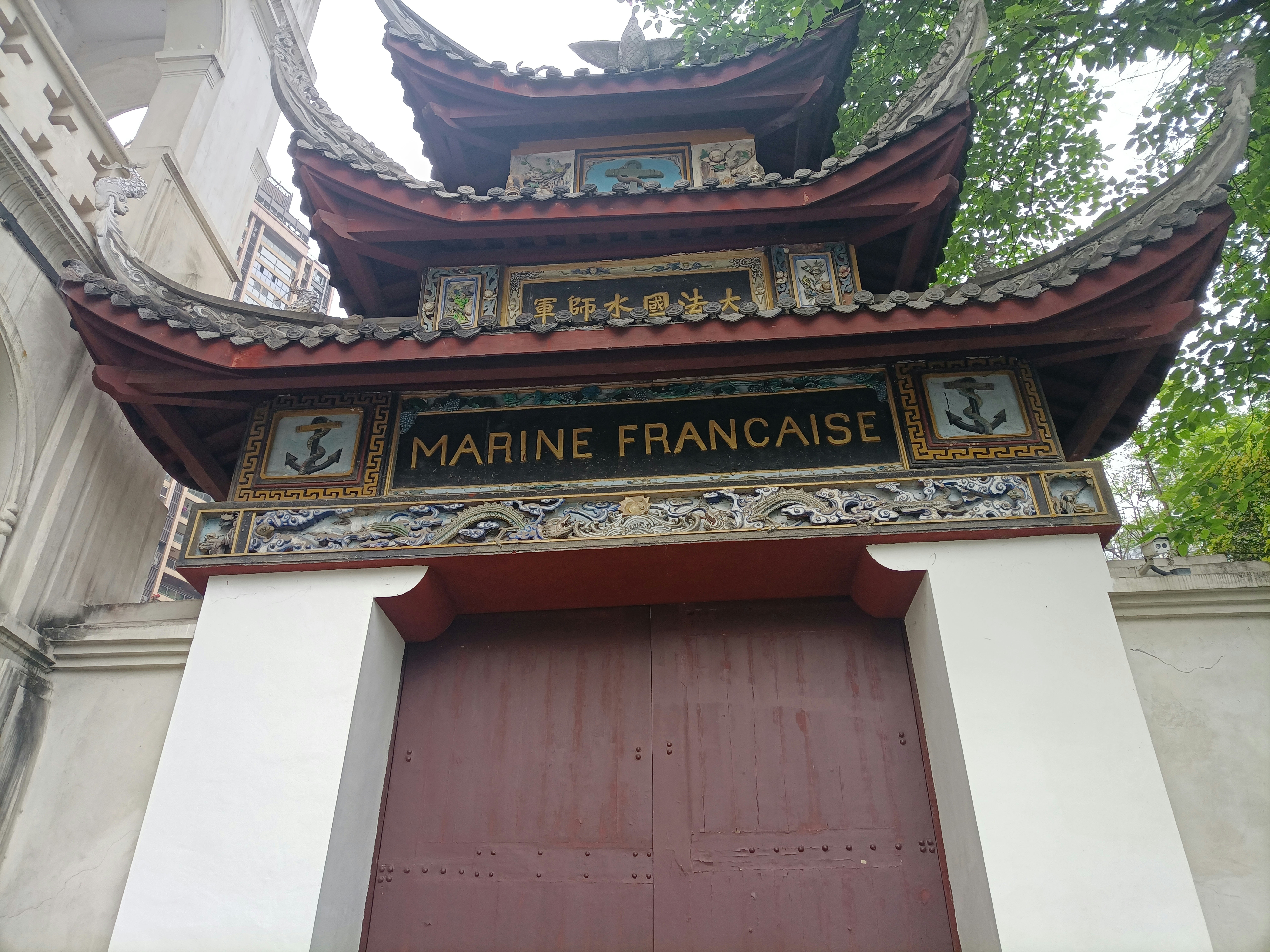
法国水师兵营旧址

文物遺址年代為1902年，1992年3月19日列為重慶市第二批市級文物保護單位。2000年9月7日列為第一批重慶市文物保護單位。2013年3月5日列為第七批全國重點文物保護單位。